# Heinrich von Tunna
Henryk von Tunna, nazywany też Henrykiem Bartem (zm. 2 czerwca 1209 w Akce) – trzeci w kolejności wielki mistrz zakonu krzyżackiego, sprawujący swój urząd w 1209 roku.

## Życiorys
Pochodził z niewiele znaczącego rodu ministeriałów landgrafa Turyngii, podległych palatynowi Saksonii. Początkowo żonaty, nie myślał o wstąpieniu do zakonu, jednak po śmierci żony, bezdzietny i samotny, udał się na pielgrzymkę do Ziemi Świętej podarowawszy wpierw cały swój majątek klasztorowi w Reinhardsbrunn. Do zakonu krzyżackiego, wówczas pod panowaniem Ottona von Kerpena, wstąpił tuż po przybyciu na miejsce, czyli pod koniec 1208 roku, i równie szybko - po trzymiesięcznym nowicjacie - został jego wielkim mistrzem. 
Rządy Henryka Barta trwały bardzo krótko. Dziejopisarze krzyżaccy nie przypisują mu żadnych większych zasług. Zakon krzyżacki nadal znaczył niewiele, a jego liczebność była znikoma. Według późniejszego wielkiego mistrza, Hermanna von Salzy, za czasów Henryka Barta zakon nie mógł wystawić nawet dziesięciu w pełni uzbrojonych rycerzy.
Henryk zmarł 2 czerwca 1209 r. w Akce i tam też przypuszczalnie został pochowany.